# NK Sloga Zagreb
Nogometni klub Sloga Zagreb hrvatski je nogometni klub iz Zagreba. Trenutačno se natječe u 2. Zagrebačkoj nogometnoj ligi. 

## Povijest
Osnovan je tijekom proljeća 1954. kao Sloga. Godine 1977. mijenja ime u Gredelj. Od 1994. ponovo se zove Sloga, a od 19. svibnja 2006. zove se Sloga-Gredelj. Godine 2019. mijenja ime u Sloga.

## Vanjske poveznice
- Službena web-stranica
- Profil, HNS Semafor